# 말트 어 노스
말트 어 노스(웨일스어: Mallt y Nos)는 웨일스 신화에 등장하는 노파로, 아라운과 함께 사냥개 쿤 안눈에 타고 영혼들을 안눈으로 몰아간다. 그러면서 말트 어 노스는 사냥개 위에 올라탄 채 악을 쓰고 엉엉 울어대는데, 어떤 기록에서는 그녀의 본성이 악하다고도 한다.
다른 기록에서는 그녀는 원래 아름다우나 불경스러운 노르만 귀족 여성이었다. 그녀는 사냥을 너무 좋아해서 “천국에 사냥이 없다면 차라리 천국에 가지 않으리!”라는 말을 했다. 그 결과 그녀는 밤하늘을 달리며 영원히 사냥(와일드 헌트)을 해야 하는 처지가 되었고, 비참과 비탄에 잠겨 후회의 울음을 터뜨리는 것이라고도 한다.